# Urocissa
Urocissa es un género de aves paseriformes de la familia de los córvidos, que incluye cinco especies. Se distribuyen por Asia, sobre todo por el sudeste asiático.

## Especies
- Urocissa caerulea  Gould, 1863
- Urocissa erythrorhyncha  Boddaert, 1783
- Urocissa flavirostris  Blyth, 1846
- Urocissa ornata  Wagler, 1829
- Urocissa whiteheadi  Ogilvie-Grant, 1899